# Vardges Soerenjants
Vardges Soerenjants (Armeens: Վարդգես Սուրենյանց) (Achaltsiche, 27 februari 1860 - Jalta, 6 april 1921) was een Armeens kunstschilder, illustrator en decorontwerper. Thematisch was hij grensverleggend voor de Armeense grafische en schilderkunst. Hij wordt daarom ook wel de stichter van het historische genre genoemd.

## Biografie
Soerenjants werd geboren in Achaltsiche dat sinds de Kaukasusoorlog (1817-1864) deel uitmaakte van het Russische rijk en tegenwoordig in Georgië ligt. Hij studeerde van 1876 tot 1879 aan de School voor Schilderkunst, Beeldhouwkunst en Architectuur in Moskou en studeerde in 1885 af aan de Academie voor Beeldende Kunst in München. Hierna woonde hij in Moskou, Sint-Petersburg en vervolgens in Jalta op de Krim. Vanaf 1894 exposeerde hij zijn werk voor het Russische Gezelschap voor Rondtrekkende Kunstexposities (Peredvizjniki), waarvan hij vanaf 1910 ook lid was.
Hij deed uitgebreid studie naar Armeense toegepaste volkskunst, miniaturen, architectuur en ornamenten, en gebruikte deze technieken in opgewaardeerde vorm voor zijn boekillustraties. Thematisch was hij grensverleggend voor de Armeense grafische en schilderkunst en hij wordt daarom ook wel de stichter van het historische genre genoemd.
Hij schilderde zowel portretten als landschappen, maar leverde ook veel illustraties voor boeken en ontwierp theaterdecors. Zo waren de illustraties voor de gedichtenbundel De fontein van Bachtsjisaraj van Aleksandr Poesjkin en voor Sjahnama van Ferdowsi van zijn hand en ontwierp en tekende hij verder ook voor werk van Georges Rodenbach, Oscar Wilde, Maurice Maeterlinck en een groot aantal meer.

## Galerij

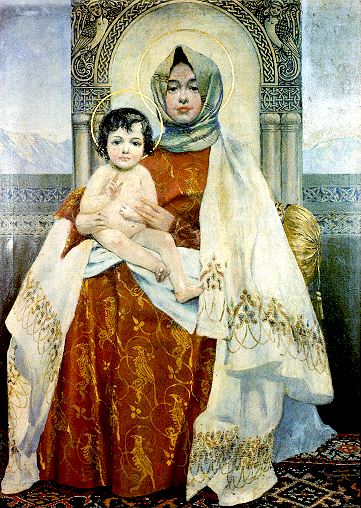
Maagd en Kind
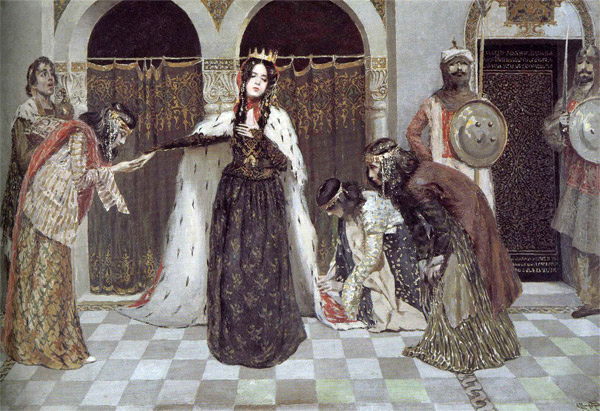
Terugkeer van koningin Isabella
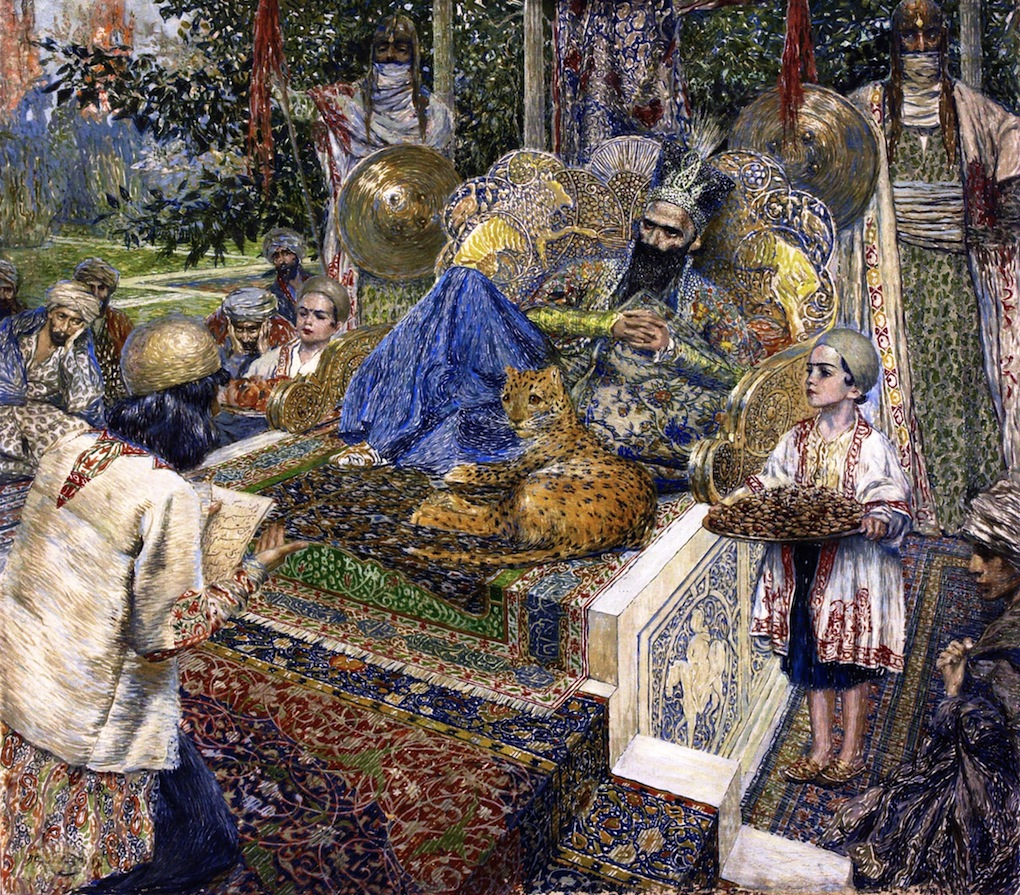
Ferdowsi leest voor uit Sjahnama aan Mahmud van Ghazni

- Bibliothèque nationale de France: cb15923572s (data)
- Gemeinsame Normdatei: 123426359
- International Standard Name Identifier: 0000 0000 3413 1763
- Library of Congress Control Number: n97865389
- Nationale Bibliotheek van Tsjechië: jo2016913941
- Système universitaire de documentation: 18999102X
- Virtual International Authority File: 64344260